# Wu Jie
Wu Jie (chiń. 吴杰; pinyin Wú Jié, ur. 26 października 1963 w Zhengzhou, prowincja Henan) – chiński pilot wojskowy,  tajkonauta.
- 1987 – ukończył Wyższą Szkołę Techniczną Chińskiej Armii Ludowo-Wyzwoleńczej, a następnie Wyższą Szkołę Lotniczą Chińskiej Armii Ludowo-Wyzwoleńczej[2].

- 19 listopada 1996 – grudzień 1997 – Wu Jie oraz Li Qinglong[2] przeszli w Centrum Wyszkolenia Kosmonautów im. J. Gagarina pod Moskwą specjalne szkolenie[1].

- W styczniu 1998 został wybrany do pierwszej grupy chińskich astronautów (Chiny grupa 1) przewidzianych do lotów załogowych na statkach kosmicznych typu Shenzhou[1][2]. Został w niej (podobnie jak Li Qinglong), z uwagi na posiadane przeszkolenie, instruktorem[2].

- W 2005 znajdował się w grupie 6 kandydatów przygotowujących się do lotu na pokładzie statku Shenzhou 6[3]. Wu Jie i Zhai Zhigang zostali wyznaczeni jako trzecia (rezerwowa) załoga misji[2].

Jako pilot wylatał 1200 godzin.